# Jesod

Kabalistyczne drzewo życia. Widoczna jest na nim sefira Jesod, druga od dołu

Jesod (hebr. יסוד, Yəsōḏ, Yăsōḏ, w tłumaczeniu podstawa) – jedna z kabalistycznych sefir w drzewie życia. Położona jest poniżej Hod i Necach, a powyżej Malchut. Podobnie jak reszta kabały, została przyjęta w różnych systemach filozoficznych, m.in. opartym na wschodnich wierzeniach new age'owym mistycyzmie i zachodniej ezoteryce. 